# Língua chhantyal
A língua chhantyal é falada por cerca de 4 mil dos 10 mil da etnia chhantyals do Nepal. Seus falantes no vale do rio Gandakido distrito de Myagdi; também há pessoas da etnia chantel no distrito de Baglung 
A língua chhantyal é membro do grupo das língua tamangicas (junto com Gurung, Thakali, Manangba, Nar-Phu e Tamang) das línguas sino-tibetanas. Dentro de seu grupo, é léxico e gramaticalmente mais próximo de  Thakali.

## Escrita
A língua usa a escrita Devanagari.

## Amostra de texto
झाउनी म्हीमा जर्मिवाढिकिन् सुँइखुसो मनितारी नी हौलारी मेसोवासे ताम्। थोवाँए ज्ञान नी तिङगम्स खासिवा तासिवा ताम्। थोवाँस आलेङसाए सोच क्हासिर सुँइसुइनास गाँरावा तामसुङ लावापरिम्।
Transliteração
jhāunī mḥīmā jarmiwāṭikin sũikhusī manitārī nī haulārī mesowāse tām. thowā̃e gyān nī tiṅagams khāsiwā tāsiwā tām. thowā̃s āleṅsāe soc kḥāsir sũisuinās gārāwā tāmsuṅ lāwāparim.
Português
Todos os seres humanos nascem livres e iguais em dignidade e direitos. Eles são dotados de razão e consciência e devem agir em relação uns aos outros em espírito de fraternidade. (Artigo 1 da Declaração Universal dos Direitos Humanos)==Notas==

## Lígações exeternas
- The Chantyal language and people
- The Chantyal language by Michael Noonan
- The fall and rise and fall of the Chantyal language by Michael Noonan
- Chhantyal em Ethnologue
- Chhantyal em Glottolog
- Chhantyal em Uwn.edy
- [ https://www.omniglot.com/writing/chhantyal.htm Chhantyal em Omniglot.com]